# Vincent Kora
Vincent Kora (ur. 7 lipca 1982) − papuaski bokser, uczestnik igrzysk Wspólnoty Narodów w Melbourne.

## Kariera amatorska
W 2006 był uczestnikiem igrzysk Wspólnoty Narodów, w których rywalizował w kategorii półciężkiej. W pierwszej swojej walce w przegrał przez nokaut w pierwszej rundzie z późniejszym zwycięzcą, Kennethem Andersonem.

## Kariera zawodowa
W 2009 rozpoczął zawodową karierę. W trakcie całej kariery stoczył tylko dwie walki w 2009 roku, obie wygrywając przed czasem w trzeciej rundzie.